# Anthony Heald
Anthony Heald, nome d'arte di Philip Anthony Mair Heald, (New Rochelle, 25 agosto 1944), è un attore statunitense, famoso per aver interpretato il ruolo del Dr. Frederick Chilton in Il silenzio degli innocenti.

## Biografia
Heald è nato a New Rochelle, New York, figlio di un editore. Interrompendo più volte gli studi per il lavoro teatrale, si è laureato presso la Michigan State University nel 1971. Heald ha lavorato molto a Broadway ed è stato due volte nominato al Tony Award per il suo lavoro in Anything Goes (1988) e Love! Valour! Compassion! (1995) di Terrence McNally. Oltre al suo lavoro teatrale, Heald ha recitato in numerosi film cinematografici e televisivi.

## Vita privata
Heald vive ad Ashland (Oregon) con la moglie Robin Herskowitz e i figli Zoe e Dylan. Dopo il matrimonio con Robin, si è convertito al Giudaismo.

## Filmografia parziale

### Cinema
- Silkwood, regia di Mike Nichols (1983)
- Teachers, regia di Arthur Hiller (1984)
- Una fortuna sfacciata (Outrageous Fortune), regia di Arthur Hiller (1987)
- Un'idea geniale (Happy New Year), regia di John Avildsen (1987)
- Un ostaggio di riguardo (Orphans), regia di Alan J. Pakula (1987)
- Cartoline dall'inferno (Postcards from the Edge), regia di Mike Nichols (1990)
- Il silenzio degli innocenti (The Silence of the Lambs), regia di Jonathan Demme (1991)
- Il padrone di casa (The Super), regia di Rod Daniel (1991)
- Perversione mortale (Whispers in the Dark), regia di Christopher Crowe (1992)
- In cerca di Bobby Fischer (Searching for Bobby Fischer), regia di Steven Zaillian (1993)
- The Ballad of Little Jo, regia di Maggie Greenwald (1993)
- Il rapporto Pelican (The Pelican Brief), regia di Alan J. Pakula (1993)
- Il cliente (The Client), regia di Joel Schumacher (1994)
- Il bacio della morte (Kiss of Death), regia di Barbet Schroeder (1995)
- Un furfante tra i boyscout (Bushwhacked), regia di Greg Beeman (1995)
- Il momento di uccidere (A Time to Kill), regia di Joel Schumacher (1996)
- Deep Rising - Presenze dal profondo (Deep Rising), regia di Stephen Sommers (1998)
- 8mm - Delitto a luci rosse (8MM), regia di Joel Schumacher (1999)
- Rapimento e riscatto (Proof of Life), regia di Taylor Hackford (2000)
- The Ruby Princess Runs Away, regia di Jahnna Beecham - cortometraggio (2001)
- Red Dragon, regia di Brett Ratner (2002)
- X-Men - Conflitto finale (X-Men: The Last Stand), regia di Brett Ratner (2006)
- Ammesso (Accepted), regia di Steve Pink (2006)
- Alone regia di John Hyams (2020)

### Televisione
- Una vita da vivere (One Life to Live) - serie TV (1968)
- Fielder Cook (Judge Horton and the Scottsboro Boys), regia di Fielder Cook - film TV (1976)
- Spenser (Spenser: For Hire) - serie TV, episodio 1x02 (1985)
- Miami Vice - serie TV, episodio 2x01 (1985)
- Un salto nel buio (Tales from the Darkside) - serie TV, episodio 2x13 (1986)
- A Case of Deadly Force, regia di Michael Miller - film TV (1986)
- Fresno - miniserie TV, 5 episodi (1986)
- Kay O'Brien - serie TV, episodio 1x09 (1986)
- Crime Story - serie TV, episodio 1x17 (1987)
- Against the Law - serie TV, episodio 1x02 (1990)
- CBS Schoolbreak Special - serie TV, episodio 8x05 (1991)
- Destini (Another World) - serie TV (1993)
- Class of '96 - serie TV, episodio 1x02 (1993)
- Cin cin (Cheers) - serie TV, episodio 11x25 (1993)
- La signora in giallo (Murder, She Wrote) - serie TV, episodio 11x03 (1994)
- Sotto inchiesta (Under Suspicion) - serie TV, 2 episodi (1994)
- Law & Order - I due volti della giustizia (Law & Order) - serie TV, 2 episodi (1994)
- New York News - serie TV, episodio 1x08 (1995)
- Poltergeist (Poltergeist: The Legacy) - serie TV, episodio 1x02 (1996)
- Cosby - serie TV, episodio 1x14 (1997)
- Liberty! The American Revolution - miniserie TV, 6 episodi (1997)
- X-Files (The X-Files) - serie TV, episodio 7x11 (2000)
- Frasier - serie TV, episodio 7x17 (2000)
- The Practice - Professione avvocati (The Practice) - serie TV, 3 episodi (2000-2001)
- Benjamin Franklin - miniserie TV, 3 episodi (2002)
- Boston Public - serie TV, 81 episodi (2000-2004)
- Scherzi d'amore (Revenge of the Middle-Aged Woman), regia di Sheldon Larry - film TV (2004) non accreditato
- Numb3rs - serie TV, episodio 1x01 (2005)
- NCIS - Unità anticrimine (NCIS) - serie TV, episodio 2x17 (2005)
- La vita secondo Jim (According to Jim) - serie TV, episodio 4x27 (2005)
- Crossing Jordan - serie TV, episodio 5x11 (2006)
- The Closer - serie TV, episodio 2x09 (2006)
- Boston Legal - serie TV, 8 episodi (2005-2008)
- Monday Mornings - serie TV, 4 episodi (2013)
- Sam & Cat - serie TV, episodio 1x30 (2014)
- Un uomo vero (A Man in Full) – serie TV, 4 episodi (2024)

## Doppiatori italiani
Nelle versioni in italiano delle opere in cui ha recitato, Anthony Heald è stato doppiato da:
- Oliviero Dinelli in X-Files, NCIS - Unità anticrimine, Boston Legal, Un uomo vero
- Luciano Roffi in Rapimento e riscatto, Ammesso, The Closer
- Saverio Moriones ne Il silenzio degli innocenti, Il bacio della morte
- Sandro Iovino in 8mm - Delitto a luci rosse, Crossing Jordan
- Gino La Monica in Boston Public, La vita secondo Jim
- Luca Biagini in Law & Order - I due volti della giustizia (ep. 1x20)
- Luca Dal Fabbro in Law & Order - I due volti della giustizia (ep. 5x08)
- Luciano Marchitiello ne La signora in giallo
- Nino Prester in Il rapporto Pelican
- Manlio De Angelis ne Il cliente
- Sandro Acerbo in Silkwood
- Sergio Di Giulio in The Practice - Professione avvocati
- Lorenzo Macrì ne Il momento di uccidere
- Sergio Di Stefano in Deep Rising - Presenze dal profondo
- Francesco Pannofino in Cartoline dall'inferno
- Mauro Gravina in Una fortuna sfacciata
- Renato Cortesi in Un furfante tra i boyscout
- Antonio Sanna in Red Dragon
- Michele Kalamera in Numb3rs
- Stefano Benassi in X-Men - Conflitto finale